# Ter Heijde
Ter Heijde est un village situé dans la commune néerlandaise de Westland, dans la province de la Hollande-Méridionale. Le 1er janvier 2008, le village comptait 615 habitants.

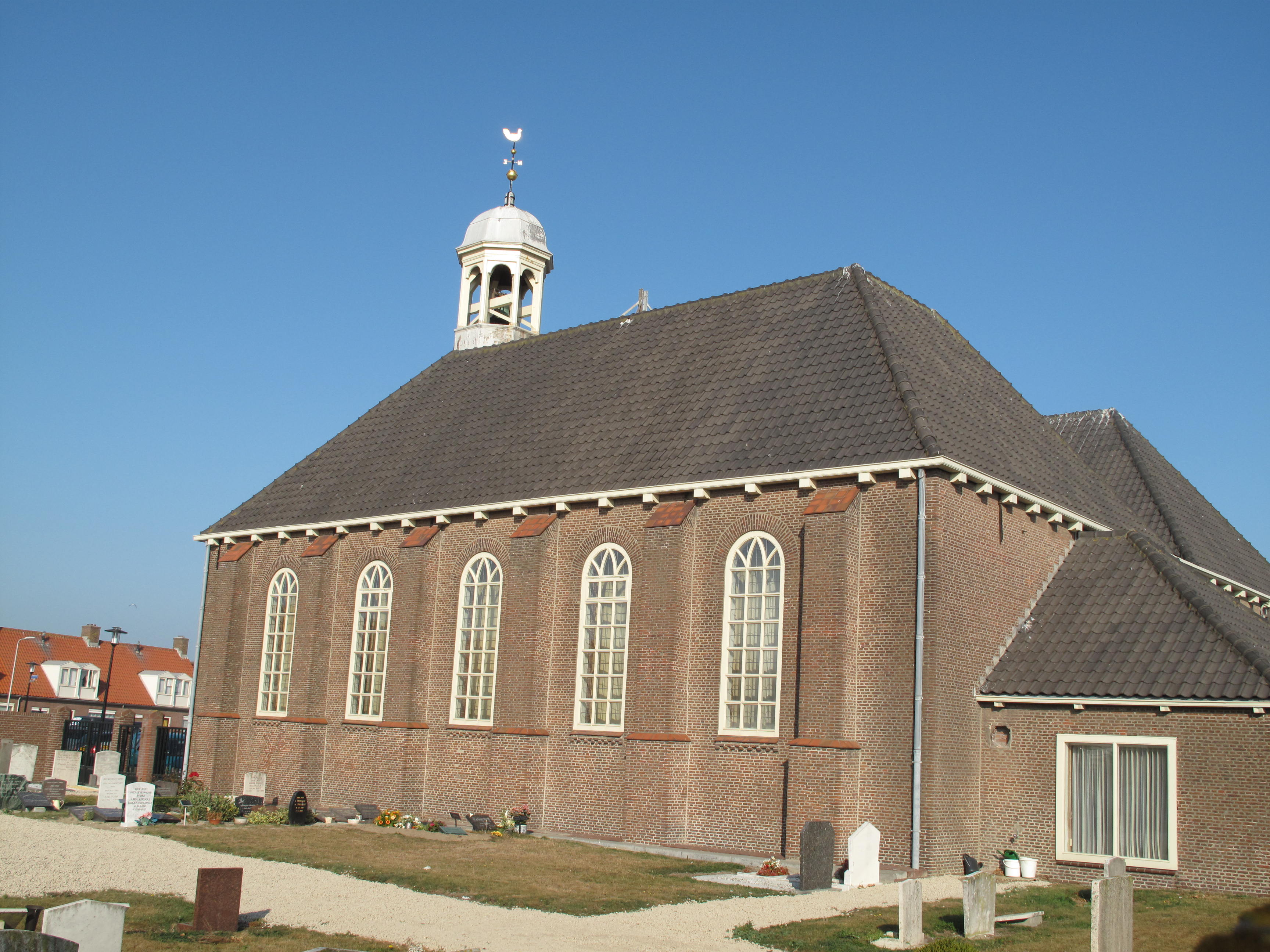
Ter Heijde, église

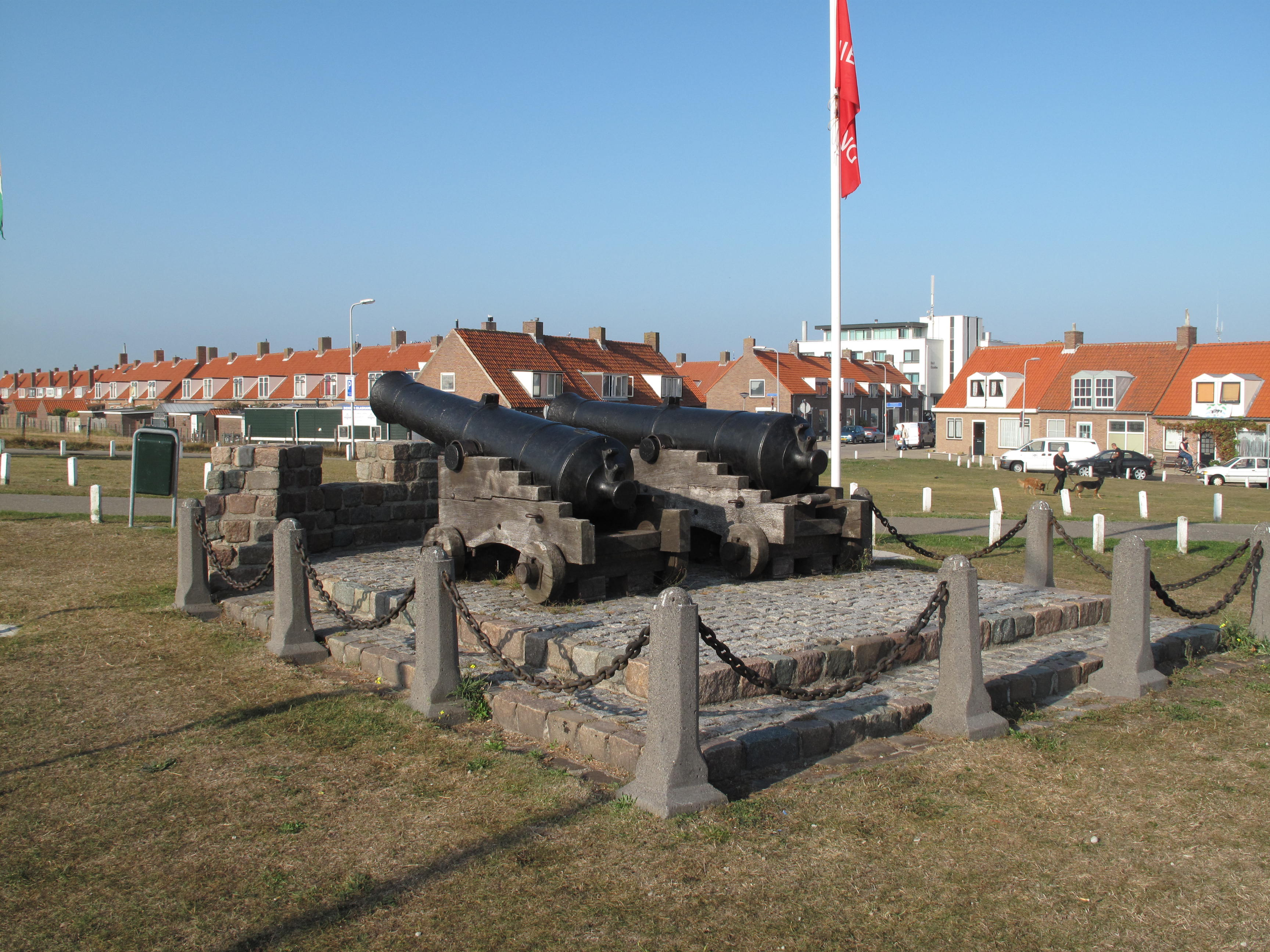
Ter Heijde, monument d'une bataille navale

Cet endroit était considéré comme un des points faibles de la défense côtière jusqu'à ce que l'expérience Moteur de sables ait débuté.